# Carmel Zollo
Carmel Zollo, all'anagrafe Carmelina (Ceppaloni, 10 gennaio 1952) è una politica australiana, ministro per la sicurezza stradale, eletta al Parlamento australiano alle elezioni statali dell'ottobre 1997.
Prima donna nata in Italia ad essere stata eletta al Legislative Council, era funzionaria nell'amministrazione pubblica, sia a livello statale che federale. È membro del Partito Laburista Australiano ed ha ricoperto la carica di ministro tra il 2005 e il 2009 (Ministro per i Servizi Correzionali, Ministro per la Sicurezza Stradale, Ministro per Gioco d'azzardo e Ministro per gli Affari multiculturali. 
È stata anche Ministro per i Servizi di Emergenza e Ministro per la Salute Mentale e l'Abuso di Sostanze.
Prima di diventare ministro, ha ricoperto ruoli parlamentari tra cui segretario parlamentare presso il Ministro dell'industria e del commercio. Attualmente presiede il Review Committee e il Comitato per lo sviluppo sociale ed è anche un membro del Comitato per lo sviluppo, dell'ambiente, delle risorse. Carmel è membro di molte organizzazioni della comunità, è sposata e ha tre figli adulti. 
Fa parte dei comitati del Partito Laburista per: Questioni Multiculturali e Etniche; Giustizia, Servizi d'Emergenza e Difesa dei diritti del Consumatore e Servizi sulla Salute, la Famiglia e la Comunità. 